# Michiel Vandevelde
Michiel Vandevelde (1990) is een Belgische choreograaf. Hij begon als danser en werkte samen met fABULEUS.

## Biografie
Michiel Vandevelde begon op jonge leeftijd te dansen bij het Leuvense gezelschap fABULEUS. Op z'n veertiende maakte hij daar zijn eerste creatie, Lijf, samen met Arthur-Georges De Roey. Hij studeerde bij P.A.R.T.S. in Brussel, waar hij in 2012 zijn diploma behaalde. Sindsdien werkt hij vooral aan zijn eigen creaties. Vaak doet hij dat in samenwerking met zijn broer Menno Vandevelde (ingenieur en kunstenaar) en hun vriend Jozef Wauters (scenograaf en kunstenaar). Hiertoe gebruiken ze de namen Mennomichieljozef vzw en Disagree. vzw. Ze werken met dans, acties in de publieke ruimte, performance en het construeren van verschillende structuren.
Naast choreograaf, danser en schrijver is Vandevelde actief als curator. Hij werkte voor het Bâtard festival en voor Extra City. Zijn producties waren te zien in het Kaaitheater en worden geregeld gemaakt in co-productie met die Brusselse organisatie. Van 2017 tot 2021 was hij artist in residence in het Kaaitheater. Ook met het Gentse Kunstencentrum Vooruit en deSingel in Antwerpen werkte hij geregeld samen. Sinds het seizoen 2020/21 is hij co-programmator theater en dans bij deSingel.

## Thematiek
Als jongeman was Vandevelde betrokken bij organisaties als Indignados en Occupy. De rode draad doorheen zijn werk is een politiek en artistiek activisme. Op 10 november 2019 schreef hij bijvoorbeeld een open brief aan Jan Jambon, Vlaams minister van Cultuur, die als opiniestuk gepubliceerd werd in De Standaard, waarin hij een pleidooi hield voor meer cultuursubsidies. "De kracht van Vlaanderen zit in zijn fijnmazigheid, zijn veelzijdigheid, zijn diversiteit van stijlen en stemmen. … De onderkant van het kunstenveld moet zo breed mogelijk zijn opdat nieuwe stemmen en esthetieken zich kunnen ontwikkelen. Vele initiatieven verdwijnen vanzelf, andere groeien door. Het punt is: als die humus drastisch wordt drooggelegd, als de instroombeweging zo smal wordt, zal op middellange termijn ook uw focus op internationalisering worden aangetast."
Politici - echte en onechte - aan het denken zetten, is belangrijk voor Vandevelde.

In een interview met Ester Severi, dramaturge van het Kaaitheater, verklaarde hij het volgende:
"We leven in een bizarre tijd die ons confronteert met een overvloed aan stupiditeit. Bijvoorbeeld: de grootste clown schopt het tot president. Hoe kunnen we het denken terug op de voorgrond plaatsen? Ik zie daarin een interessante rol weggelegd voor kunst."— Michiel Vandevelde
Met zijn voorstelling Ends of Worlds onderzocht hij het verleden en de toekomst aan de hand van de hedendaagse dans. "Kunnen we iets over de toekomst zeggen, al kijkend doorheen de lens van wat voorbij is?" was de vraagstelling. De voorstelling speelde zich af in de toekomst, in het jaar 0.2300, waar de choreografieën van sleutelfiguren zoals Isadora Duncan en Anna Halprin door zogezegde 'gereproduceerde homines sapientes' gelezen worden als codes en tekens uit het verleden die de toekomst infiltreren. In een interview in het programmaboekje van deSingel voor deze voorstelling zei Vandevelde: "De Amerikaanse schrijfster Ursula K. Le Guin zei dat sciencefiction niet over de toekomst gaat maar altijd over het heden. J.G. Ballard sprak over ‘science fiction of the next five minutes’. Bepaalde utopische of dystopische beelden worden in de toekomst geprojecteerd maar zeggen vooral iets over het heden. Ze worden in de fictie ervan uitvergroot of verkleind. En dat gebeurt ook in de voorstelling. Via het dansmateriaal krijg je een uitvergroting van bepaalde ideologische tendensen."

## Voorstellingen

### Creaties van Vandevelde
- Lijf (2005) - met fABULEUS[16]
- Festiviteit (2007) - met fABULEUS[17]
- Opera/een werkstuk (2009) - met fABULEUS[18]
- TOREN/een voorstelling voor pendelaars (2009) - met Mennomichieljozef vzw[19]
- Love Songs (veldeke) (2016) - met fABULEUS. Co-productie TAKT[20]
- Antithesis, the future of the image (2016) - Co-productie Mennomichieljozef vzw, Kunstencentrum Vooruit[21]
- Our Times (2017) - Co-productie Mennomichieljozef vzw, wpZimmer, Kunstencentrum Vooruit, STUK Kunstencentrum, Kaaitheater[22]
- Ends of Worlds (2019) - Productie Disagree. vzw. Co-productie Kaaitheater, PACT Zollverein Choreographishes Zentrum, BUDA kunstencentrum, De Pianofabriek[23][24]
- Paradise Now (1968-2018) (2019) - met fABULEUS[25]
- Andrade (2019) - Productie Disagree. vzw, Kaaitheater.[26]
- Neuer Neuer Neuer Tanz (2019) - Productie Platform-K. Co-productie Kunstencentrum Vooruit[27]
- The Goldberg Variations (2020) - Productie Kunstencentrum Vooruit, KAAP Creative Compass[28]
- Protest 1980 (2020) - Productie Theater Neumarkt, Zürich[29]
- Dances of Death (2020) - Productie Disagree. vzw. Co-productie Cultuurcentrum en Concertgebouw Brugge, Kaaitheater, Kunstenwerkplaats, KAAP, STUK, PACT Zollverein[30]
- Out of Hands (2025) -  met fABULEUS

### Als danser
- Henry! (2005) - met o.a. Matteo Simoni. Productie 30CC[31]
- Instant Karma (2005) - fABULEUS[32]
- Kievielaviedekie (2006) - fABULEUS[33]
- Indian Curry! (2007) - fABULEUS ism. BOZAR[34]
- Gender blender (2008) - met fABULEUS[35]